# Cardamine forsteri
Cardamine forsteri là một loài thực vật có hoa trong họ Cải. Loài này được Govaerts mô tả khoa học đầu tiên năm 1999.